# Liste der Fahnenträger der eritreischen Mannschaften bei Olympischen Spielen
Die Liste der Fahnenträger der eritreischen Mannschaften bei Olympischen Spielen listet chronologisch alle Fahnenträger eritreischer Mannschaften bei den Eröffnungs- (EF) und Abschlussfeiern (AF) Olympischer Spiele auf.

## Liste der Fahnenträger
| Mannschaft             | Veranstaltung | Fahnenträger (EF)    | Fahnenträger (AF)    |
| ---------------------- | ------------- | -------------------- | -------------------- |
| 2000 in Sydney         | Sommerspiele  | Nebiat Habtemariam   |                      |
| 2004 in Athen          | Sommerspiele  | Yonas Kifle          | Zersenay Tadese      |
| 2008 in Peking         | Sommerspiele  | Simret Sultan        | Nebiat Habtemariam   |
| 2012 in London         | Sommerspiele  | Weynay Ghebresilasie | Zersenay Tadese      |
| 2016 in Rio de Janeiro | Sommerspiele  | Volunteer            | Tsegay Tuemay        |
| 2018 in Pyeongchang    | Winterspiele  | Shannon-Ogbani Abeda | Shannon-Ogbani Abeda |
| 2020 in Tokio          | Sommerspiele  | Nazret Weldu         | Nazret Weldu         |
| 2020 in Tokio          | Sommerspiele  | Ghirmai Efrem        | Nazret Weldu         |
| 2022 in Peking         | Winterspiele  | Shannon-Ogbani Abeda | Shannon-Ogbani Abeda |
| 2024 in Paris          | Sommerspiele  | Christina Rach       | Dolshi Tesfu         |
| 2024 in Paris          | Sommerspiele  | Biniam Girmay        | Samsom Amare         |

Anmerkung: (EF) = Eröffnungsfeier, (AF) = Abschlussfeier

## Statistik
| Rang    | Sportart       | EF | AF | ∑  |
| ------- | -------------- | -- | -- | -- |
| 1       | Leichtathletik | 5  | 7  | 12 |
| 2       | Schwimmen      | 2  | 0  | 2  |
| 3       | Radsport       | 1  | 0  | 1  |
| 3       | Volunteer      | 1  | 0  | 1  |
| Gesamt: | Gesamt:        | 9  | 7  | 16 |

| Rang    | Sportart  | EF | AF | ∑ |
| ------- | --------- | -- | -- | - |
| 1       | Ski Alpin | 2  | 2  | 4 |
| Gesamt: | Gesamt:   | 2  | 2  | 4 |

| Rang    | Sportart       | EF | AF | ∑  |
| ------- | -------------- | -- | -- | -- |
| 1       | Leichtathletik | 5  | 7  | 12 |
| 2       | Ski Alpin      | 2  | 2  | 4  |
| 3       | Schwimmen      | 2  | 0  | 2  |
| 4       | Radsport       | 1  | 0  | 1  |
| 4       | Volunteer      | 1  | 0  | 1  |
| Gesamt: | Gesamt:        | 11 | 9  | 20 |